# Trine Bakke
Trine Bakke-Rognmo, norveška alpska smučarka, * 11. januar 1975, Trondheim.
Nastopila je na treh olimpijskih igrah, v slalomu je trikrat nastopila, v veleslalomu pa je leta 1994 dosegla 19. mesto. V petih nastopih na svetovnih prvenstvih je leta 1999 je osvojila bronasto medaljo v slalomu, ob tem je dosegla še osmo mesto. V svetovnem pokalu je tekmovala trinajst sezon med letoma 1994 in 2006 ter dosegla dve zmagi in še osem uvrstitev na stopničke, vse v slalomu. V skupnem seštevku svetovnega pokala je bila najvišje na 21. mestu leta 2000, v letih 1999 in 2000 je bila četrta v slalomskem seštevku. Osemkrat je postala norveška državna prvakinja v slalomu.